# NHL FaceOff '97
NHL FaceOff '97 es un videojuego desarrollado por el estudio estadounidense Killer Games y publicado por Sony Interactive Entertainment para PlayStation. Es el segundo juego de la serie NHL FaceOff.

## Gameplay
NHL FaceOff '97 incluye nuevas funciones como modos de torneo y nuevas configuraciones de estrategia.

## Recepción
Las revisiones de NHL FaceOff '97 fueron muy positivas. Los críticos generalmente comentaron que si bien los gráficos basados en sprites están anticuados, el diseño del juego, especialmente el nuevo pase basado en íconos, hace que el juego sea superior a otros juegos de hockey para PlayStation. Una excepción fue Hugh Sterbakov de GameSpot, quien también elogió el pase basado en íconos, pero dijo que en general fue la configuración de control y los efectos de sonido los que frenaron el juego, y los gráficos lo que hicieron que aún valiera la pena. Obtuvo un puntaje de 7.9 sobre 10. Air Hendrix de GamePro encontró que el pase basado en íconos le dio a NHL FaceOff '97 una profundidad estratégica que no se encuentra en ningún juego de hockey anterior, y evaluó que "tanto los principiantes como los profesionales encontrarán un juego divertido, feroz y un desafío que no se desvanece ". Un crítico de Next Generation concluyó: "En general, NHL Face Off '97 es un gran esfuerzo, y la rapidez y la facilidad de entrar en el juego hacen que recorrer una temporada completa sea divertido nuevamente, algo que se ha estado perdiendo durante demasiado tiempo". Lo calificó con cuatro de cinco estrellas. Los dos críticos deportivos de Electronic Gaming Monthly le dieron un 9,25 sobre 10, y Joe Rybicki dijo: "Es bastante simple de aprender, pero difícil de dominar, las cualidades de algunos de los mejores juegos de todos los tiempos".

## Reseñas
- LeveL # 26 (marzo del 1997)
- Game Revolution - 4 de junio de 2004
- Revista oficial de PlayStation del Reino Unido - 1997